# Euselasia inconspicua
Euselasia inconspicua is een vlindersoort uit de familie van de prachtvlinders (Riodinidae), onderfamilie Euselasiinae.
Euselasia inconspicua werd in 1878 beschreven door Godman & Salvin.